# On Seventh Avenue
Pour plus de détails, voir Fiche technique et Distribution.
On Seventh Avenue est un téléfilm américain de Jeff Bleckner, diffusé le 10 juin 1996 sur NBC.

## Synopsis
L'homme aurait détourné des millions de dollars de la société familiale et alors sa sœur demande assistance à un actionnaire du Texas et un caïd de gang pour cette situation.

## Fiche technique
- Titre original : On Seventh Avenue
- Réalisation : Jeff Bleckner
- Scénario : William M. Finkelstein
- Direction artistique : Rick Butler
- Décors : Vaughan Edwards
- Costumes : Aude Bronson-Howard
- Photographie : Constantine Makris
- Montage : Tod Feuerman
- Musique : Donald Markowitz
- Production : Jeff Bleckner
  - Production déléguée : William M. Finkelstein
  - Production associée : Tod Feuerman
- Société(s) de production : Bill Finkelstein Productions, 20th Century Fox Television
- Société(s) de distribution : NBC
- Pays d'origine : États-Unis
- Année : 1996
- Langue originale : anglais
- Format : couleur – 1,33:1 – stéréo
- Genre : drame, crime
- Durée : 120 minutes
- Dates de sortie : 
  -  États-Unis : 10 juin 1996

## Distribution
- Wendy Makkena : Nadine Jacobs
- Stephen Collins : Tom Aiken
- Damian Chapa : Anthony Occipente
- Faye Grant : Stephanie Hodges Aiken
- Jean-Claude La Marre : Darren Tyler
- Liz Coke : Claire
- Frank Vincent : Angelo Occipente
- Alan Rosenberg : Phillip Reiman
- Luis Guzmán : Eddie Diaz
- Anthony Zerbe : Roger Aiken
- Susan Forristal :
- Ronald Guttman : Norman Ross
- Frank Medrano :
- Brenda Denmark : Celestine Tyler
- Tony Darrow :
- Peter Gerety :
- Dina Pearlman :
- Gene Saks : Sol Jacobs
- Eileen Galindo : Isabelle Diaz
- Wilson Cruz : Reuben Diaz
- Peter Bucossi : Jerry
- Eric Mabius : Bass Player
- Michael Mastro : Chris Diefenbach
- Damian Young : Gunnar Veidt
- Julie Taylor : Polly / Photo Assistant
- Josh Pais : Donny / Photo Assistant
- Rene Ricard : Guillaume / Journalist